# Demas Rocks
Die Demas Rocks (französisch Rocher Demas) sind eine Gruppe von Rifffelsen vor der Nordwestküste der Trinity-Halbinsel am nördlichen Ende der Antarktischen Halbinsel. Sie liegen 5 km nordöstlich des Kap Ducorps unweit der Huon Bay.
Der französische Polarforscher Jules Dumont d’Urville entdeckte sie im März 1838 im Zuge der Dritten Französischen Antarktisexpedition (1837–1840). Er benannte sie in der zunächst irrtümlichen Annahme, es handele sich um eine einzige Insel, nach Leutnant François Edmond Eugène de Barlatier de Mas (1810–1888) vom Forschungsschiff Astrolabe. Vermessungen nahm der Falkland Islands Dependencies Survey im Jahr 1946 vor. Das UK Antarctic Place-Names Committee akzeptierte am 21. November 1949 die seit 1901 etablierte englische Übersetzung der französischen Benennung.